# Piotr Zdunek
Piotr Zdunek (ur. 8 lutego 1968 w Łodzi) – polski hokeista, reprezentant Polski.
Zawodnik grający na pozycji napastnika. Wychowanek Łódzkiego Klubu Sportowego.
W swojej karierze reprezentował ponadto barwy klubów: Zagłębie Sosnowiec, Towimor Toruń, Unia Oświęcim, Naprzód Janów, GKS Katowice, TKH Toruń, GKS Tychy, Orlik Opole, KTH Krynica oraz szwedzkiego Söderhamn.
Reprezentant kraju (koszulkę z „orzełkiem” na piersi przywdziewał 80 razy), uczestnik 7 turniejów o mistrzostwo świata.
Od sierpnia 2014 trener drużyny ŁKH Łódź.

## Sukcesy
Reprezentacyjne
- Awans do Grupy A mistrzostw świata: 1991

Indywidualne
- Mistrzostwa Europy juniorów do lat 18 w hokeju na lodzie 1985#Grupa B:
  - Pierwsze miejsce w klasyfikacji strzelców turnieju: 9 goli
  - Pierwsze miejsce w klasyfikacji kanadyjskiej turnieju: 11 punktów
  - Najlepszy napastnik turnieju[3]